# محمد ديب
محمد ديب  (15فيفري 1940في تلمسان - 2 مايو 2003 في سان كلو في فرنسا)، هو كاتب أديب وروائي جزائري يكتب باللغة الفرنسية في مجال الرواية والقصة القصيرة والمسرح والشعر. هو من روّاد الأدب الفرنكوفوني في بلده، كما في البلدان المغاربيّة،

## حياته
ولد محمد ديب في 21 يوليو 1920 في مدينة تلمسان غرب الجزائر، من عائلة تلمسانية حرفية ومثقفة، تلقى تعليمه الابتدائي بالمدرسة الفرنسية، دون أن يلتحق بالمدرسة القرآنية التي كان يلتحق بها أقرانه، وبعد وفاة والده سنة 1931م بدأ في الكتابة الشعرية، ومن سنة 1938م إلى 1940م سافر إلى منطقة قرب الحدود الجزائرية المغربية ليتولى التدريس هناك ثم عمل محاسبا في مدينة وجدة، جُند سنة 1942م ضمن جيوش الحلفاء خلال الحرب العالمية الثانية وانتقل سنة 1948 إلى العاصمة الجزائرية حيث اشتغل هناك مترجمًا بين اللغتين الفرنسية والإنجليزية.
عاد سنة 1945م حتى 1947م إلى مسقط رأسه تلمسان، واشتغل هناك في صناعة السجاد، نشر في هذه الفترة أعماله الشعرية تحت اسم ديبيات ونشرت أعماله في مدينة جنييف، دعي إلى حضور حركة شبابية في مدينة البليدة وتعرف هناك على أدباء مثل ألبير كامو و جون كارول و بريس باريان ومولود فرعون وغيرهم من الأدباء عالميين.
في سنة 1950 بدأ في العمل الصحفي واشتغل بجريدة الجزائر الجمهورية رفقة كاتب ياسين. في 1952، غادر الجزائر إلى فرنسا، بعد أن ترك وظيفته صحفيًا مباشرة، وتفرغ هناك للأدب. سافر محمد إلى عدة دول منها ألمانيا الشرقية، بولندا، تشيكوسلوفاكيا. ثم المغرب عام 1960، ومع استقلال الجزائر عام 1962 عاد إلى مسقط رأسه تلمسان بالجزائر.
اهتم خلال هذه الفترة بالعمل الصحفي فالتحق بصحيفة الجمهورية بالجزائر وأخذ يكتب مقالات نارية تندد بالإستعمار الفرنسي.

## أعماله
تنوعت أعماله ما بين الرواية والشعر والتأملات. فقد أصدر محمد ديب أول عمل أدبي عام 1952 وهو روايته الشهيرة «الدار الكبيرة»، ثم أصدر رواية «من يذكر البحر؟»، ثم رواية «الحريق» التي تنبأ فيها بالثورة الجزائرية والتي اندلعت بعد صدورها بثلاثة أشهر.
وفي عام 1957 نشر رواية «النول». ثم توالت كتاباته السردية ما بين 1970 و 1977 فنشر ثلاث روايات هي «إله وسط الوحشية» عام 1970، و«سيد القنص» عام 1973، و«هابيل» عام 1977.
ترك محمد ديب أكثر من 30 مؤلفا منها 18 رواية آخرها «إذا رغب الشيطان» و«الشجرة ذات القيل» عام 1998، وخمسة دواوين شعرية منها «آه لتكن الحياة» عام 1987، وأربع مجموعات قصصية منها «الليلة المتوحشة» خرى 1997، وثلاث مسرحيات آخرها «ألف مرحى لمومس» عام 1980. إلى جانب ترجمته للكثير من الأعمال باللغة الفنلندية إلى الفرنسية.
أهم رواياته
- ثلاثية الجزائر:
  - الدار الكبيرة 1952م،نشرتها دار النشر سوي الفرنسية، ونفدت طبعتها الأولى بعد شهر واحد.
  - الحريق 1954م
  - النول 1957م
- ثلاثية الشمال:
  - سطوح أورسول 1985م
  - إغفاءة حواء 1989م
  - ثلوج المرمر 1990م

## من مؤلفاته المترجمة للغة العربية
- ترجم له سامي الدروبي ثلاثيّته الأولى (الدّار الكبيرة- النَّوْل- الحريق) قبل عقود، كما ظهرتْ، بالعربيّة، روايته «صيف إفريقي». وإنْ كان محمّد ديب الشّاعر لمْ يَحْظَ كثيراً باهتمام المترجمين العَرَب.

## الجوائز
حصل على عدة جوائز منها
- جائزة الدولة التقديرية للآداب، سنة 1963 في الجزائر[9] برفقة الشاعر محمد العيد آل خليفة.

- جائزة الفرنكفونية، عام 1994، من الأكاديمية الفرنسية تنويها بأعماله السردية والشعرية.[9]
- جائزة فينون عن الدار الكبيرة.[9]
- جائزة روني لابورت.[9]
- جائزة ملارميه عن مجموعته الشعرية «الطفل – المجاز» عام 1989.[9]
- جائزة جمعية كتاب اللغة الفرنسية عن روايته «هابيل».[9]

## حياته الشخصية
تزوج محمد ديب بـكوليت بليسون، فرنسية الأصل.

## وفاته
توفي يوم 2 مايو/ أيار 2003 بسان كلو إحدى ضواحي باريس بعد أن كتب الرواية والقصة والشعر والمسرحية وأنجب الأطفال.

## روابط خارجية
- محمد ديب على موقع الموسوعة البريطانية (الإنجليزية)
- محمد ديب على موقع مونزينجر (الألمانية)
- محمد ديب على موقع ديسكوغز (الإنجليزية)